# Soussans
Soussans es una comuna francesa situada en el departamento de Gironda, en la región de Nueva Aquitania.

## Demografía
| 819 | 918 | 967 | 1204 | 1352 | 1342 | 1673 |
| Para los censos de 1962 a 1999 la población legal corresponde a la población sin duplicidades (Fuente: INSEE [Consultar]) |     |     |      |      |      |      |